# Prêmio ABL de História e Ciências Sociais
O Prêmio ABL de História e Ciências Sociais é um prêmio de literatura brasileiro, oferecido pela Academia Brasileira de Letras (ABL) aos autores dos melhores livros de História e Ciências Sociais, desde 2006.
Existiram, anteriormente, até 1994, o Prémio Silvio Romero de crítica e história literária e o Prémio Joaquim Nabuco de história social.

## Premiados
- 2015 - Bolívar Lamounier pela obra Tribunos, profetas e sacerdotes – intelectuais e ideologias no século XX.
- 2014 - Lília Moritz Schwarcz pela obra Batalha do Avaí
- 2013 - Sidney Chalhoub pela obra A força da escravidão
- 2012 - Caio César Boschi pela obra Exercícios de pesquisa histórica
- 2011 - Maurício de Almeida Abreu pela obra Geografia História do Rio de Janeiro
- 2010 - Vidal Luna pela obra Escavismo em São Paulo
- 2010 - Iraci Del Nero da Costa e Herbert S. Klein pela obra Escavismo em São Paulo
- 2009 - Gisele Sanglard pela obra Entre salões e o laboratório: Guilherme Guinler a saúde e a ciência no Rio de Janeiro 1920-1940
- 2007 - Laura de Mello e Souza pela obra O sol e a sombra
- 2006 - Luís Henrique Dias Tavares pela obra Independência do Brasil na Bahia